# Жиздрикова, Светлана Геннадьевна
Светлана Геннадьевна Жиздрикова (род. 27 августа 1960) — советская легкоатлетка, специалистка по бегу на короткие дистанции. Выступала за сборную СССР по лёгкой атлетике в 1980-х годах, обладательница двух серебряных медалей международных соревнований «Дружба-84», победительница и призёрка всесоюзных стартов. Представляла Московскую область и Москву. Мастер спорта СССР международного класса. Тренер по лёгкой атлетике.

## Биография
Светлана Жиздрикова родилась 27 августа 1960 года. Занималась лёгкой атлетикой в Московской области и Москве, выступала за спортивные общества «Труд» и «Динамо».
Первого серьёзного успеха на всесоюзном уровне добилась в сезоне 1982 года, когда на зимнем чемпионате СССР в Москве выиграла серебряную медаль в зачёте бега на 200 метров, уступив только ленинградке Елене Кельчевской. На летнем чемпионате СССР в Киеве в составе команды РСФСР-I завоевала бронзовую награду в эстафете 4×100 метров. Также в этом сезоне на соревнованиях в Туле превзошла всех соперниц в дисциплине 100 метров и установила свой личный рекорд — 11,1 (ручной хронометраж).
В 1984 году на зимнем чемпионате СССР в Москве стала серебряной призёркой в беге на 60 метров, пропустив вперёд лишь иркутянку Ольгу Антонову. Позднее на всесоюзном старте в Киеве пришла к финишу третьей и установила личный рекорд в беге на 200 метров — 22,69. Рассматривалась в качестве кандидатки для участия в летних Олимпийских играх в Лос-Анджелесе, однако Советский Союз вместе с несколькими другими странами восточного блока бойкотировал эти соревнования по политическим причинам. Вместо этого Жиздрикова выступила на альтернативном турнире «Дружба-84» в Праге, где завоевала серебряные награды в программе 200 метров и в эстафете 4×100 метров.
В январе 1985 года на соревнованиях в Москве и Минске дважды пробежала 60 метров в помещении за 6,9 (с ручным хронометражем), и данный результат некоторое время считался рекордом России.
В 1986 году, представляя Москву, выиграла серебряную медаль в эстафете 4×100 метров на чемпионате СССР в Киеве.
За выдающиеся спортивные достижения удостоена почётного звания «Мастер спорта СССР международного класса».
Впоследствии работала тренером-преподавателем в Детско-юношеской спортивной школе в Щёлково Московской области. Тренер щёлковской Спортивной школы по адаптивным видам спорта «Спартанец».
Награждена нагрудным знаком «Отличник физической культуры и спорта» (2001).